# Шуберг, Август
Август Шуберг (англ. August Schuberg; 1865—1939) — немецкий зоолог.

## Биография
Август Шуберг родился 25 мая 1865 года. В 1883—1887 гг. изучал естественные науки в Гейдельбергском университете и Университете Страсбурга.
С 1891 года в качестве приват-доцента читал лекции в Вюрцбурге, в 1893 году — в Карлсруэ, с 1894 года — в Гейдельберге, где в 1896 году был назначен экстраординарным профессором. 
Научные труды А. Шуберга касаются преимущественно простейших и гистологии. Среди опубликованных им работ наиболее известны следующие: «Protozoën des Wiederkäuermagens» («Zool. Jahrb.», 1888); «Haftapparate des Laubfrosches» («Arb. Zool. Inst. Würzburg», 1891); «Coccidien des Mäusedarms» («Verh. Nat. Med. V. Heidelberg», 1895); «Untersuchungen über Zellverbindungen» («Zeitschr. f. wiss. Zool.», 1903). 
В 1894 году Август Шуберг, Отто Бючли и Бертольд Гатчек основали в Лейпциге специализированное периодическое печатное издание «Zoologisches Centralblatt», редактором которого долгое время состоял сам Шуберг.
Август Шуберг умер 24 апреля 1939 года.